# Motmolen (Hoeselt)
De Motmolen verwijst naar een natuurgebied in de vallei van de Demer, onmiddellijk ten zuiden van de plaats Bilzen. Het gebied ligt in vochtig-Haspengouw.

## Watermolen
Het gebied is vernoemd naar een watermolen op de Demer, die stond daar waar de Nieuw-Zouw (een beekje dat bij Alden Biesen ontspringt) in de Demer uitmondt. Deze korenmolen bestond al in 1385, werd meerdere malen verbouwd en werd gesloopt begin jaren 60 van de 20e eeuw. De fundamenten ervan zijn nog aanwezig. Ze behoorde bij de cijnshoeve van de Heren van Grimmertingen. De molen bevond zich op de grens van Hoeselt, Rijkhoven en Bilzen.

## Natuurgebied
Het natuurgebied omvat ruim 14 ha en werd in 1996 in beheer gegeven aan Orchis vzw, een natuurvereniging. Het omvat elzenbroekbossen, hooi- en graslanden en verruigd rietland. Tot de flora behoort: speenkruid, bosanemoon, eenbes, salomonszegel, gewone vogelmelk, muskuskruid, gevlekte aronskelk, keverorchis en dotterbloem. Tot de vogelwereld kunnen worden gerekend: houtsnip, steenuil, buizerd, tjiftjaf, groene specht, zwartkop, winterkoning, roodborst, boomkruiper, boomklever en grote bonte specht.
Slanke sleutelbloem, zenegroen, moesdistel en herfsttijloos en knolsteenbreek zijn te vinden in de hooilanden. Er zijn dassenburchten in het gebied. Vogels als bosrietzanger, kleine karekiet en grote gele kwikstaart zijn in de rietlanden te vinden, evenals ijsvogel, buizerd en boomvalk.
Door het gebied loopt een wandelpad, dat voorzien is van informatieborden.